# Cyphonistes sublaevis
Cyphonistes sublaevis är en skalbaggsart som beskrevs av Gilbert John Arrow 1914. Cyphonistes sublaevis ingår i släktet Cyphonistes och familjen Dynastidae. Inga underarter finns listade i Catalogue of Life.